# Nanoparticle tracking analysis
La Nanoparticle Tracking Analysis (NTA), in italiano traducibile con "analisi per il monitoraggio delle nanoparticelle", è una tecnica sviluppata dalla NanoSight Ltd che può essere utilizzata per determinare il profilo della distribuzione delle dimensioni di piccole particelle sospese in un liquido.
La tecnica viene utilizzata in combinazione con un ultramicroscopio che permette di visualizzare il movimento delle piccole particelle in sospensione liquida sotto l'effetto del moto browniano. Il software del computer viene quindi ad essere utilizzato per tenere traccia dei movimenti delle particelle e successivamente valutarne il loro raggio idro-dinamico utilizzando l'equazione di Stokes-Einstein.
Inoltre, dato che i campioni richiedono una preparazione minima, il tempo richiesto per elaborarli è molto ridotto. Gli osservatori suggeriscono che alla fine l'analisi può essere effettuata in tempo reale senza alcuna preparazione, per es. quando si viene a rilevare la presenza di virus o di armi biologiche nell'aria.